# Dave Benton
Dave Benton, urodzony jako Efrén Eugene Benita (ur. 31 stycznia 1951 na Arubie) – arubański piosenkarz, zwycięzca 46. Konkursu Piosenki Eurowizji w 2001 roku w barwach Estonii.

## Dzieciństwo i początki kariery
Dave Benton urodził się w 1951 roku na karaibskiej wyspie Aruba. W wieku 20 lat przeniósł się do Stanów Zjednoczonych. Pracował jako perkusista i wokalista pokładowy z takimi wykonawcami, jak m.in. The Drifters, Tom Jones, Billy Ocean, José Feliciano czy Platters.

## Kariera muzyczna
W 1980 roku podczas pobytu na statku wycieczkowym w Holandii poznał swoją przyszłą żonę Maris. W 1981 roku wziął udział w Latinoamerican Festival UDT w Meksyku, na którym reprezentował Antyle Holenderskie z piosenką „Vaya un amigo”, z którą zajął ostatecznie 20. miejsce w finale. W 1997 roku przeniósł się do Estonii. Występował w niemieckiej produkcji musicalu „City Lights”, po którym został poproszony o zastąpienie Engelberta Humperdincka na trasie po Australii. W tym czasie zaczął posługiwać się pseudonimem Dave Benton.
W lutym 2001 roku wziął udział w krajowych eliminacjach eurowizyjnych Eurolaul 2001, do których zgłosił się z utworem „Everybody” nagranym razem z początkującym piosenkarzem rockowym Tanelem Padarem i zespołem 2XL. Zespół zaprezentował swoją propozycję jako siódmy w kolejności i zdobył największą liczbę 77 punktów od komisji jurorskiej, dzięki czemu został wybrany na reprezentanta Estonii w 46. Konkursie Piosenki Eurowizji organizowanym w Kopenhadze. 12 maja wystąpił w finale widowiska, który ostatecznie wygrał z wynikiem 198 punktów na koncie, w tym m.in. z maksymalnymi notami 12 punktów od Grecji, Łotwy, Litwy, Malty, Polski, Słowenia, Holandii, Turcji i Wielkiej Brytanii. Niedługo po finale imprezy artyści zakończyli współpracę z powodu nieporozumień między swoimi menadżerami, Laurim Laubrem i Ülarem Palmem, oraz problemami z wytwórniami płytowymi, które nie zgodziły się na wydanie wspólnej płyty zwycięzców.
We wrześniu 2002 roku Benton wystąpił podczas koncertu charytatywnego We Will Remember organizowanego w Arubie. Podczas wydarzenia wystąpił w duecie z amerykańską piosenkarką J. Phoenix. W tym samym roku wydał płytę studyjną zatytułowaną From Monday to Sunday.
W 2010 roku wziął udział w czwartej edycji programu Tantsud tähtedega będącego estońską wersją formatu Dancing with the Stars. Jego partnerką była Valeria Fetissova. Para zajęła ostatecznie przedostatnie, siódme miejsce w programie.